# Lîmanivka, Mîhailivka
Lîmanivka (în ucraineană Лиманівка) este un sat în comuna Liubîmivka din raionul Mîhailivka, regiunea Zaporijjea, Ucraina.

## Demografie
Componența lingvistică a localității Lîmanivka
     Ucraineană (83,02%)
     Rusă (15,09%)
     Belarusă (1,89%)
Conform recensământului din 2001, majoritatea populației localității Lîmanivka era vorbitoare de ucraineană (83,02%), existând în minoritate și vorbitori de rusă (15,09%) și belarusă (1,89%).